# Pierre Coppieters
Pierre Coppieters (24 juni 1907 - onbekend) was een Belgisch zwemmer en waterpolospeler. Hij nam tweemaal deel aan de Olympische Spelen en veroverde daarbij één bronzen medaille. Hij werd ook zevenmaal Belgisch kampioen in het zwemmen.

## Loopbaan
Coppieters nam als waterpoloër tweemaal deel aan de Olympische Spelen, in 1928 en 1936. In 1928 werd hij vijfde met de Belgische ploeg. In 1936 won hij brons.
In 1928 nam Coppieters ook deel aan de estafette 4 x 200 meter vrije slag. Hij werd met het Belgische aflossingsteam uitgeschakeld in de reeksen.
Coppieters werd ook zevenmaal Belgisch kampioen op de 100 m vrije slag.

## Internationaal palmares

### 4 x 200 m vrije slag
- 1928: 5e in reeks OS in Amsterdam

### Waterpolo
- 1928: 5e OS in Amsterdam
- 1936:  OS in Berlijn

## Belgische kampioenschappen
Langebaan
| Onderdeel        | Jaar                                     |
| ---------------- | ---------------------------------------- |
| 100 m vrije slag | 1929, 1931, 1932, 1933, 1934, 1935, 1937 |

Gérard Blitz · 
Pierre Coppieters · 
René Bauwens · 
Jules Brandeleer · 
Louis van Gheem · 
Joseph Malissart · 
André Mélardy · 
Henri De Pauw · 
Fernand Visser
Gérard Blitz · 
Albert Castelyns · 
Pierre Coppieters · 
Joseph De Combe · 
Henri De Pauw · 
Henri Disy · 
Fernand Isselé · 
Edmond Michiels · 
Henri Stoelen
- Bibliothèque nationale de France: cb17812699r (data)
- Virtual International Authority File: 7107156012389549700007